# 马丁娜·哈尔门
马丁娜·哈尔门（德語：Martina Hallmen，1959年5月20日—），德国女子曲棍球运动员。她曾代表西德参加1984年和1988年夏季奥林匹克运动会曲棍球比赛，其中1984年奥运会获得一枚银牌。